# Phyllonorycter melanosparta
Phyllonorycter melanosparta là một loài bướm đêm thuộc họ Gracillariidae. Nó được tìm thấy ở Nam Phi và Zimbabwe.
Ấu trùng ăn Desmodium repandum, Flemingia grahamiana, Rhynchosia caribaea và Vigna species. Chúng ăn lá nơi chúng làm tổ. 